# BK-Virus
Das BK-Polyomavirus (BK-Virus, Humanes Polyomavirus 1; Kürzel: HPyV-1, früher BKPyV, BKV; Spezies Betapolyomavirus hominis) gehört gemeinsam mit dem SV-40-Virus (SV40-Virus) und dem JC-Virus zur Familie der Polyomaviridae und darin zur Gattung  Betapolyomavirus. Das BK-Virus ist ein DNA-Virus und wurde erstmals 1971 im Urin eines nierentransplantierten Patienten mit den Initialen B. K. isoliert, daher wurde dem Virus dieser Name gegeben.

## Bedeutung
Bei gesunden (immunkompetenten) Personen ist eine BK-Virusinfektion ohne jede Relevanz. Es ist kein spezifisches Krankheitsbild bekannt, das durch eine Infektion ausgelöst wird, auch nicht für die Primärinfektion. Bei immunsupprimierten Patienten dagegen kann eine BK-Virusinfektion zu schwerwiegenden Problemen führen. Bei nierentransplantierten Menschen kann das BK-Virus durch Hervorrufen einer sogenannten BK-Nephropathie zu einer allmählichen Funktionsverschlechterung und schließlich sogar zum Verlust des Transplantates führen. Das BK-Virus findet sich häufig auch im Urin bei der spät auftretenden Form der hämorrhagischen Zystitis nach Knochenmarkstransplantation.

## Epidemiologie
Die Durchseuchungsrate der Normalbevölkerung mit dem BK-Virus und dem JC-Virus beträgt über 75 %. Das BK-Virus wird durch Schmierinfektionen mit Urin, Tröpfcheninfektion oder kontaminiertes Trinkwasser übertragen. Es persistiert in der Niere und im zentralen Nervensystem, die Übertragung kann nur stattfinden, wenn eine Ausscheidung des Virus im Gange ist, welche ausschließlich bei einer Schwächung des Immunsystems erfolgt (z. B. während einer Schwangerschaft).

## Diagnostik
Der Nachweis von BK-Viren in Blut, Urin oder Liquor erfolgt durch den Nachweis ihrer DNA mittels Polymerasekettenreaktion (PCR). Aufgrund der hohen Durchseuchung in der Bevölkerung sind Antikörperbestimmungen auf BK-Virus wenig aussagekräftig. Da Patienten mit geschwächtem Immunsystem häufig erhöhte virale DNA-Spiegel aufweisen, können positive PCR-Befunde für BK-Viren auch erhalten werden, wenn kein entsprechendes Krankheitsbild vorliegt. Der eigentliche diagnostische Wert der PCR liegt darin, dass mit ihr eine Infektion ausgeschlossen werden kann.
Gemäß der neuen Leitlinie aus dem Jahr 2024 ist ab einer Viruslast von >10.000 Viruskopien/ml im Serum mit einer Nephropathie des Nierentransplantats zu rechnen. Zum sicheren Nachweis einer BK-Nephropathie ist eine Biopsie des Nierentransplantats erforderlich, in der Biopsie können histopathologisch zytopathische Effekte, immunhistochemische Nachweise sowie BK-DNA nachgewiesen werden.

## Therapie
Eine kausale, direkt viruzide Therapie gegen das Virus existiert derzeit nicht. Wenn nach einer Nierentransplantation eine relevante BK-Replikation bzw. BK-Nephropathie auftritt, ist zunächst eine Reduktion der Immunsuppression ein mögliches Mittel. Ziel dieser Strategie ist, dem körpereigene Immunsystem die Möglichkeit zu geben, das Virus zu elimieren, allerdings besteht die Gefahr einer Abstoßungsreaktion. Daher sind regelmäßige Kontrollen im Transplantationszentrum erforderlich, die Viruslast im Serum wird dann ca. alle 2 Wochen kontrolliert. Als weitere Therapieoptionen kommen Immunglobuline (IVIG) in Frage. Für die Gabe von Leflunomid, Statinen, mTOR-Inhibitoren oder Fluorchinolonen sieht die aktuelle Leitlinie keine ausreichende Evidenz.